# Hurley (New York, statisztikai település)
Hurley statisztikai település az Amerikai Egyesült Államok New York államában, Ulster megyében. Lakosainak száma 3346 fő (2020. április 1.).

## Népesség
A település népességének változása:

| 2010 | 3 458 |
| 2020 | 3 346 |